# Убивство Анастасії Мещерякової
Убивство Анастасії Мещерякової — резонансне убивство чотирирічної дівчинки, вчинене 29 лютого 2016 року в Москві її нянею Гюльчехрою Бобокуловою, яка доглядала за дівчинкою протягом останніх трьох років. Жахливі своєю садистською жорстокістю подробиці убивства отримали широкий розголос.

## Анастасія Мещерякова
Анастасія отримала родову травму, в результаті якої їй був поставлений діагноз — ураження центральної нервової системи. Лікарі прогнозували, що дитина не зможе самостійно ходити. У 2012 році Анастасії був поставлений діагноз «епілепсія симптоматична мультифокальна; затримка психомоторного розвитку; синдром рухових порушень (за типом центрального тетрапареза)». Батьки дівчинки — Катерина Олександрівна і Володимир Анатолійович Мещерякови, уродженці Орловської області, які приїхали в Москву на заробітки: Володимир в останні роки працював програмістом в одному з федеральних міністерств, Катерина — бухгалтером у приватній компанії. Батьки вкладали кошти на лікування доньки: возили її на лікування в Китай, а також планували робити їй операцію в Німеччині.

## Убивство і затримання убивці
Вранці 29 лютого 2016 року Гюльчехра дочекалася, коли батьки дівчинки разом з старшою дитиною пішли зі зйомної трикімнатної квартири, розташованої в будинку за адресою Москва, вулиця Народного Ополчення, будинок 29, корпус 1, квартира 335, після чого дочекавшись, коли Настя засне, задушила її, відрізала їй голову кухонним ножем, поклала відрізану голову в пакет, потім підпалила квартиру з допомогою лампадної олії і вийшла зі дому з відрізаною головою убитої дівчинки в пакеті.
В 9:30 сигнал про пожежу надійшов у московське управління МНС. Пожежники приїхали на місце пожежі в 9:38, і до 10:05 пожежа була згашена. Квартира практично повністю вигоріла, як і загальний коридор.
Тим часом Бобокулова доїхала на таксі до південного вестибюля станції метро «Октябрське поле», де, поклавши на землю молитовний килимок і вставши на коліна, почала молитися, після чого співробітники поліції попросили у неї документи для перевірки. Але замість документів Гюльчехра показала поліцейським відрізану голову дитини і сказала, що вона убила дитину і зараз підірве себе. Також вона назвала себе терористкою, сказала, що вона ненавидить демократію і кричала «Аллах акбар!». Тоді поліцейські відбігли від неї і перекрили один з виходів зі станції метро «Октябрське Поле». Із найближчих магазинів і торгових центрів були евакуйовані відвідувачі, а вулиці навколо станції метро були оточені поліцією.

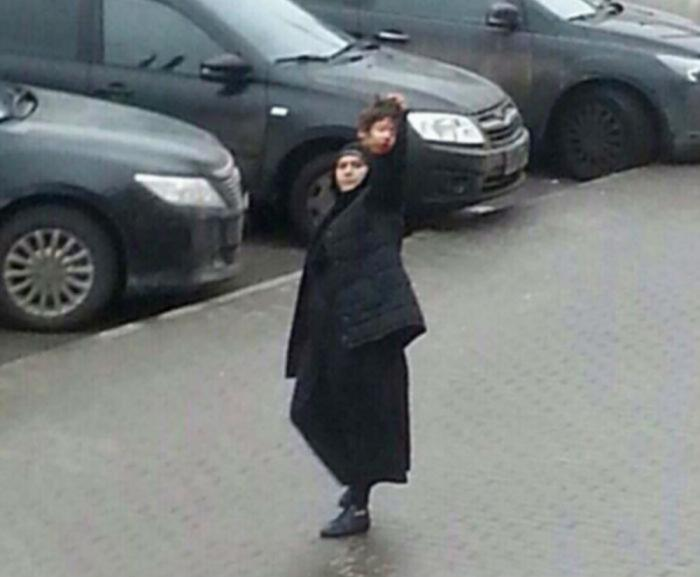
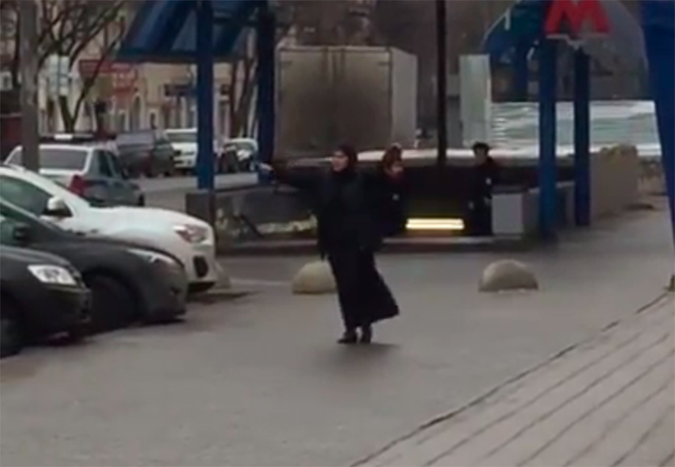
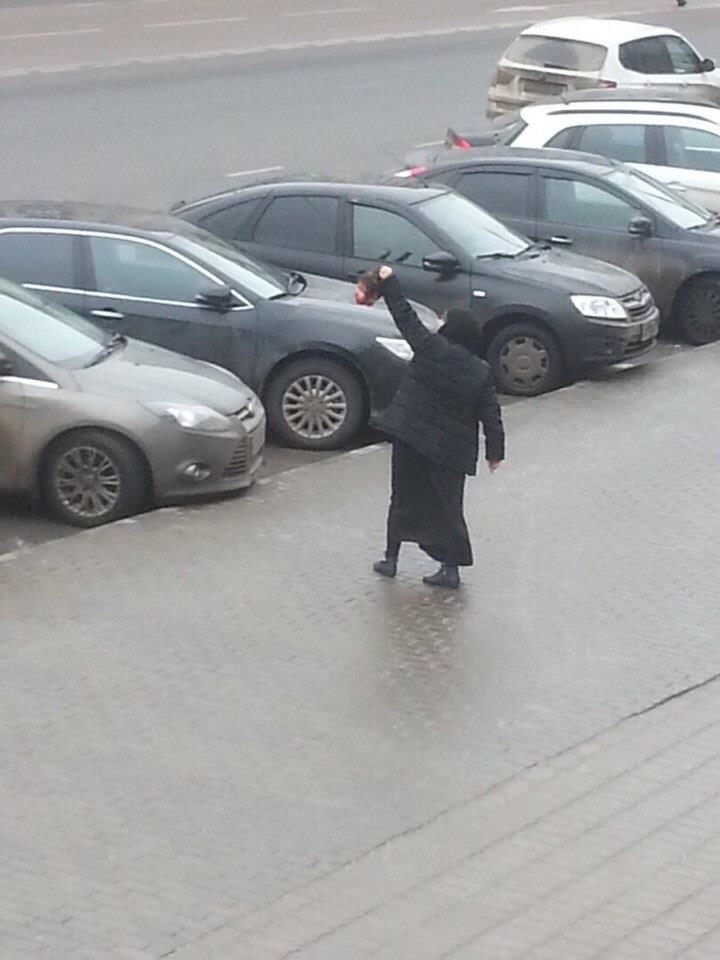

Бобокулова була затримана в 12:40 — через 40 хвилин після того, як поліцейські попросили у неї документи.
Дії співробітників поліції, які оточили місце події, заблокували вхід в метро, відвели перехожих від місця події і протягом 40 хвилин не затримували Бобокулову, яка розмахувала відрізаною дитячої головою і викрикував гасла, зазнали критики з боку президента Міжнародної асоціації ветеранів підрозділу антитерору «Альфа» Сергія Гончарова.
Однак критика Гончарова не враховувала факту можливої наявності вибухівки у жінки (вона погрожувала самопідривом) і можливої детонації вибухівки в натовпі в момент пострілу або затримання. Також він говорив про поліцейських, які нічого не робили і не помічали жінку з відрізаною головою — в той час як на відеозапису з камер зовнішнього спостереження видно, як співробітники поліції блокують вхід в метро і відводять перехожих від місця події і можливого вибуху. У момент затримання також були ясно видні: безлюдний вхід в метро, де стояла потенційна терористка; поліцейський, повалив її на землю; і несподівано набігають з усіх сторін (в тому числі і з станції метро) співробітники поліції. Отже, вони професійно «тримали периметр», захищаючи потенційну терористку від перехожих і від станції метро. Проводилася евакуація людей; жінці не дали увійти у метро і наблизитися до натовпу. Поліцейський, повалив жінку на землю в той момент, коли вона встала і пішла до оточення, накрив її своїм тілом; і, за словами того ж Гончарова, «заслуговує нагороди».
Вчинок поліцейського, який накрив потенційну терористку своїм тілом, знаходить і підтримку, і критику. Тим не менш, керівництво московської поліції вважає, що цей вчинок заслуговує нагороди і пообіцяв нагородити працівника.

## Меморіали і похорон
Увечері 1 березня 2016 року біля станції метро «Октябрське поле» відбувся стихійний мітинг в пам'ять про убиту дівчинку і на підтримку її родичів. Стихійно утворилися 2 меморіалу в пам'ять про убиту дівчинку: один — біля станції метро «Октябрське поле», другий — біля під'їзду, де жила убита дівчинка. Туди приносили квіти, плюшеві іграшки, шоколад, цукерки; також там стояли палаючі свічки. За добу в соцмережах було зібрано більше 2,5 млн рублів на допомогу родині загиблої дівчинки.

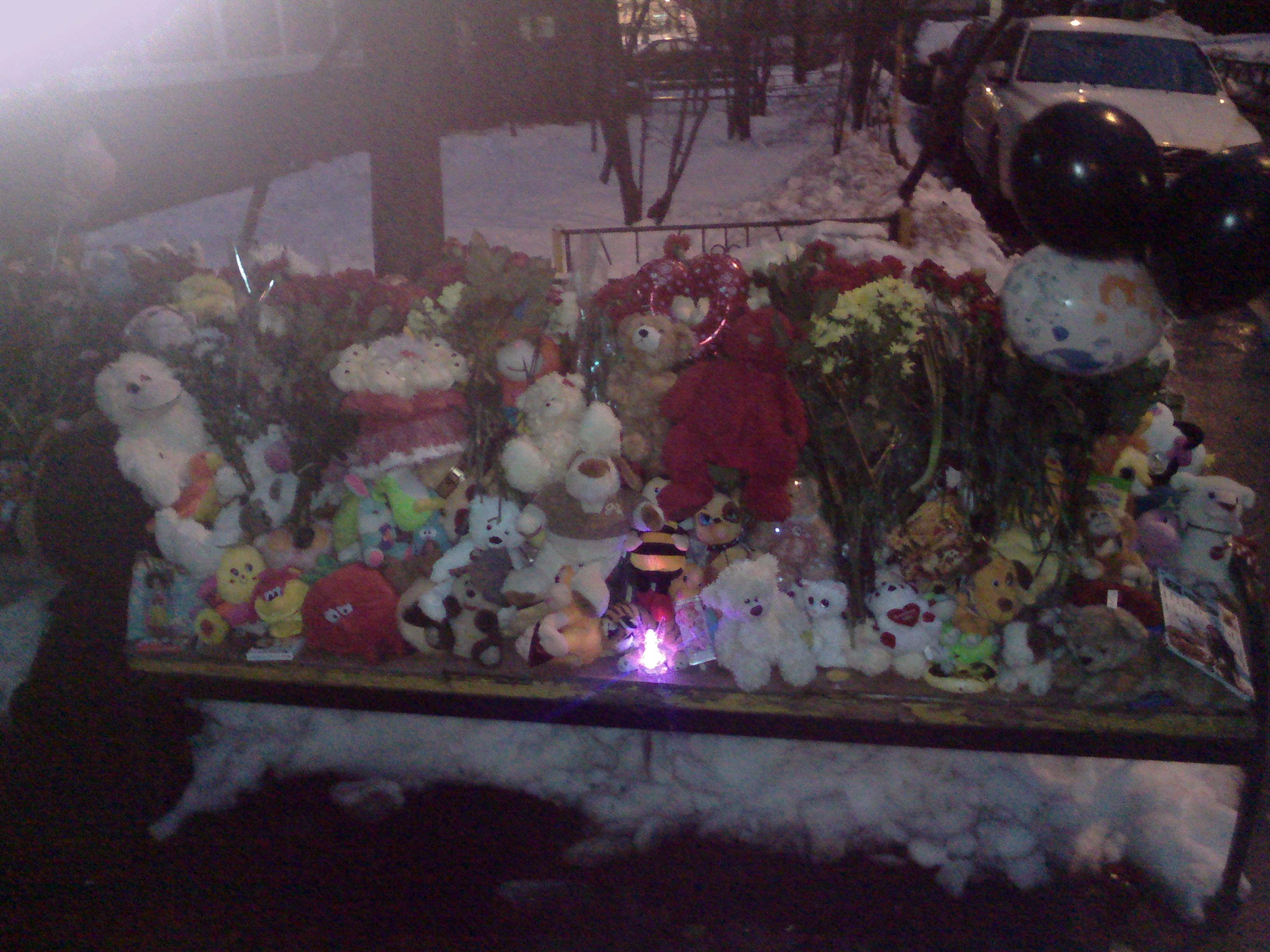
Меморіал біля будинку, в якому жила Настя
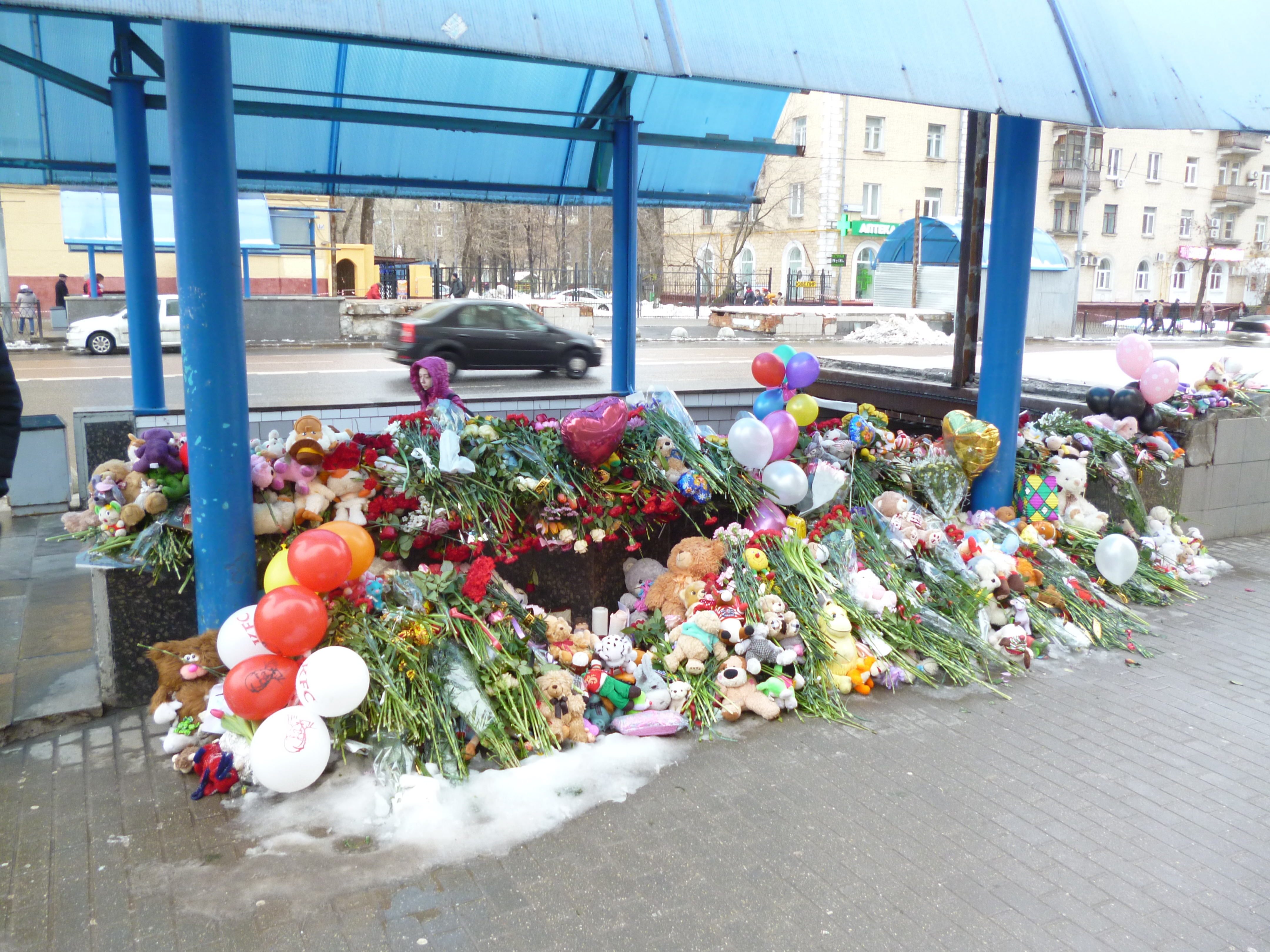
Меморіал біля входу на станцію метро «Октябрське поле»

6 березня 2016 року Настю Мещерякову поховали в місті Лівни Орловської області, на батьківщині батька.

## Гюльчехра Бобокулова

### Психічне здоров'я
Незважаючи на те, що починаючи з дня злочини у ЗМІ висловлювалася версія про психічної хвороби Бобокуловой, достовірно підтверджених відомостей про це спочатку не було. У ЗМІ з посиланням на розмови з родичами, односельцями і різними офіційними особами) поширювалися три версії про те, за яких обставин і коли їй був поставлений діагноз, і коли вона була взята на облік в психіатричному диспансері:
- Версія газети «Московський комсомолець» з посиланням на додаткові відомості, отримані від дільничного міліціонера в телефонній розмові. У себе на батьківщині в 2000 році Гюльчехра була визнана неосудною — їй був поставлений діагноз шизофренія, вона стояла на обліку в психоневрологічному диспансері, регулярно проходила лікування в лікарні, була відома у рідному селі як божевільна, через це не могла ніде знайти роботу, і в 2002 році через її хворобу чоловік з нею розлучився[38].
- Версія Gazeta.ru з посиланням на батька Бобокуловой[39]. Діагноз був поставлений у 1999 році[40]. У 2002 році перебувала на лікуванні[39].
- Версія РИА Новости з посиланням на Самаркандський обласний психоневрологічний диспансер. З 2003 року Гюльчехра перебувала на обліку в Самаркандском обласному психоневрологічному диспансері з діагнозом «гострий шизофренічний розлад». У зв'язку з зазначеним діагнозом у пацієнтки регулярно відзначалися відхилення в психіці з втратою контролю над своїми діями[41].

Остаточні докази неосудності Бобокуловой надав МВС Узбекистану за сприяння ГУ МВС по Москві: було отримано офіційну відповідь від керівництва Самаркандського обласного психоневрологічного диспансеру, підтвердив версію РІА Новини про взяття Бобокулової на облік з діагнозом «Гострий шизофренічний епізод. Галюцинаторний синдром».
Відомий російський лікар-психіатр Федір Кондратьєв, який проводив свій час експертизу стосовно Андрія Чикатила, коментуючи справу Бобокуловой вже після винесення вироку, погодився з висновком про неосудність підсудної: «Судячи з усього, у неї дійсно шизофренія», — зазначив Кондратьєв.
Проте висловлювалася і критика висновки лікарів про неосудність Бобокуловой. Так адвокат Людмила Айвар зазначила, що останнім часом неосудними визнаються багато виконавців жорстоких убивств.
|                 | Вона адекватно спланувала злочин, дочекалася, коли батьки підуть зі дому, спробувала приховати сліди злочину, а потім пішла на вулицю, щоб привселюдно заявити про свої мотиви. |
| — Людмила Айвар | |

Також висновки експертів розкритикував історик-славіст Вадим Трухачов, старший викладач РДГУ, експерт Російської ради з міжнародних справ:
|                  | Це просто скотство. Скотство, і додати тут нічого. Просто звільнили від заслуженого покарання лише з тієї причини, що няня-убивця колись лікувалася у себе в Узбекистані від шизофренії. Але, перепрошую, факт поставленого колись психіатричного діагнозу не означає автоматично повної амністії від покарання за свої дії. У судовій практиці дивляться на стан злочинця з діагнозом на момент скоєння ним злочину. Якщо, скажімо, хворий убивця визнає, що усвідомлював, що убив з особливою жорстокістю людини, а потім розчленував його, то по суду він зізнається осудним і несе покарання за всією суворістю закону. Звільняти від кримінальної відповідальності з подальшою відправкою на примусове лікування слід лише в тому випадку, якщо психічно хворий маніяк протягом всіх слідчих дій каже, що не убивав людину, а розмовляв з ним, і жертвою був не чоловік, а інопланетянин. Гюльчехра Бобокулова може і страждає на шизофренію, але вчинення звірячого убивства дитини-інваліда за собою визнає. Вона навіть обґрунтувала своє звірство: мовляв, хотіла помститися Путіну за спецоперацію в Сирії. Точно так само виправдовують свої злочини всі джихадисти. |
| — Вадим Трухачов | |

### Робота в Москві
Гюльчехра поїхала в Москву і довгий час працювала на овочебазах (де перебирала цибулю), потім продавала на ринку фрукти і овочі. До того як почати працювати нянею в родині вбитої дівчинки, Гюльчехра працювала нянею в іншій родині в Москві, і на роботу нянею в нову сім'ю вона перейшла з гарною рекомендацією. До убивства Гюльчехра працювала нянею в сім'ї Мещерякова 3 роки.
В кінці 2015 року Гюльчехра їздила до себе на батьківщину в Узбекистан для переоформлення паспорта. Там вона дізналася, що її чоловік одружився вдруге і запропонував їй стати його другою дружиною. Після повернення в Росію, в кінці січня 2016 року, вона встала на міграційний облік на південному сході Москви, проте патент на роботу не отримувала.

### Сім'я
Батько — Бахретдін Тураєв, 62 роки, має 6 дочок, 19 онуків і правнука.
Першого чоловіка звали Радмір. Він пішов від неї в 2000 році, коли Гюльчехре був поставлений діагноз; офіційно розлучилися в 2002 році.
Від першого чоловіка Гюльчехра народила трьох синів:
- старший син — Рахматілло Ашуров, 19 років, раніше жив у Москві і працював на ринку. В кінці листопада 2015 року повернувся в Узбекистан. Увечері 29 лютого 2016 був заарештований в Самарканді[22][44];
- середньому сину 18 років, навчався в туристичному коледжі. Мати виховувала його 1,5 року; далі він ріс у родині сестри зятя батька[22];
- молодший син, 2000 року народження, жив з батьками Гюльчехри. Навчався в школі і готувався вступати в технікум[22].

В Москві вона познайомилася зі своїм другим чоловіком — Сухробом Муміновим із Самарканда, який працював продавцем у будівельному торговому центрі «Синдика». За словами батька Гюльчехри, вони одружилися в Самарканді і прожили разом трохи більше двох років. 5 з половиною років тому Гюльчехра дізналася, що він їй зраджує з російською жінкою, і вони розлучилися.
У березні 2014 року Гюльчехра познайомилася в Москві з Мамуром Джуракуловим, 48 років, пізніше вони уклали шаріатський шлюб.

## Збір грошей і псування майна
3 березня 2016 року Духовне управління мусульман Москви оголосило про збір грошей в мечетях Москви для сім'ї убитої дівчинки.
Також про збір грошей батьків убитої дівчинки було оголошено в соціальній мережі «Фейсбук». В результаті за декілька днів було зібрано більше 4 млн рублів.
Згодом згорілу квартиру, в якій було вчинено убивство, у її господині викупили родичі Гюльчехри Бобокуловою, після чого зробили там ремонт.
Батьки убитої дівчинки на зібрані пожертви купили однокімнатну квартиру в тому ж районі Москви.
За даними слідства, матеріальний збиток, заподіяний Гюльчехрою Бобокуловою, оцінюється в 6,5 млн руб., з яких 5 млн руб. — це збиток майну Мещерякова і 1,5 млн руб. — збиток майну господині квартири Світлані Скачкової.
Цивільний позов Мещерякових, заявлений до Бобокуловою в рамках кримінальної справи, 24 листопада 2016 було відхилено суддею за процесуальними підставами — оскільки Бобокулова була звільнена від кримінальної відповідальності на підставі експертизи, яка встановила, що Бобокулова вчинила злочин в стані неосудності, то цивільний позов в рамках розгляду кримінальної справи в суді не підлягав розгляду відповідно до КПК РФ.

## Висвітлення злочину на російському телебаченні
Три найбільших телеканали — Перший канал, Росія-1 і НТВ, а також Росія-24, П'ятий канал, ОТР, ТВЦ і Москва 24 не виводили в ефір інформацію про убивство. У той же час, злочин у день убивства активно висвітлювалося на каналах LifeNews, РБК і Мир. Два випуски новин про цю подію зробив телеканал Звезда, і один — телеканал Рен-ТВ. Ті телеканали, які не випустили в ефір новин сюжетів про убивство, опублікували інформацію про убивство на своїх інтернет-сайтах. Прес-секретар президента Росії Дмитро Пєсков в зв'язку з цим заявив, що зі Кремля не було дано вказівки по замовчуванню убивства, а рішення про «мовчання» на цю тему було прийнято керівництвом телеканалів самостійно. Однак самі телеканали відмовилися відповідати на питання про те, чому вони в перші години не показали сюжети про убивство в новинних телепрограмах.
У зв'язку з цим Фонд боротьби з корупцією подав заяву в Слідчий комітет Росії з проханням провести перевірку і порушити кримінальну справу по статті 144 кримінального кодексу РФ про перешкоджання законній професійній діяльності журналістів. У статті в токійському журналі «The Diplomat» за березень 2016 року зверталася увага на відмінність у підходах «Першого каналу» до висвітлення вигаданої історії про розп'яття хлопчика зі Слов'янська і реального убивства Анастасії Мещерякової, не отримав особливої уваги — висвітлення цих двох подій порівнювала і французька газета Le Figaro.